# 違約
違約（Breach of contract）是契約法專有名詞，係指契約當事人一方或雙方不履行契約條款的債務不履行而言。例如僱主欠薪、供應商不送貨、爛尾樓等，其效果視不履行可否歸責於當事人一方或雙方而不同。

## 相關
- 违约责任 (中华人民共和国)
- 不可抗力
- 交易成本
- 信用風險
- 利息
- 商法
- 學習契約
- 工资
- 最低工資
- 次级贷款
- 民法
- 空头
- 財務風險